# 聞世震
聞 世震（ぶん せいしん、1940年1月 - 2021年7月27日）は、中華人民共和国の官僚・政治家。元遼寧省人民政府省長、中国共産党遼寧省委員会書記、遼寧省人民代表大会常務委員会主任。第11期全国人民代表大会代表。中国共産党第15期、第16期中央委員会委員。中国共産党第19回全国代表大会代表。第10回全国人民代表大会常務委員会委員。満州国奉天省海城県出身。

## 経歴
1940年1月、満州国奉天省海城県で生まれる。瀋陽市第五高等学校を経て、1965年、大連工学院機械製造学科を卒業。大学卒業後、国立の大連オイルポンプのノズル工場に勤務する。以後、技術員、設計科副科長、技術協会副主任、副総工程師、副場長、場長を歴任した。1979年12月に中国共産党入党。
1982年、大連市機械工業局副局長に就任。翌年、遼寧省機械工業庁副庁長に就任。1985年、遼寧省人民政府省長助理に昇格。1986年、中国共産党遼寧省委員会副書記兼遼寧省人民政府副省長に就任。1994年5月、遼寧省人民政府省長に昇格。1997年8月、顧金池の後任として、遼寧省党委委員会書記に任命された。2003年1月、遼寧省人民代表大会常務委員会主任に就任。
2005年2月、中央に移り、全国人民代表大会財政経済委員会副主任委員（次官）に就任。
2021年7月27日、北京市で病気のため死去した。81歳。